# Lúcifer

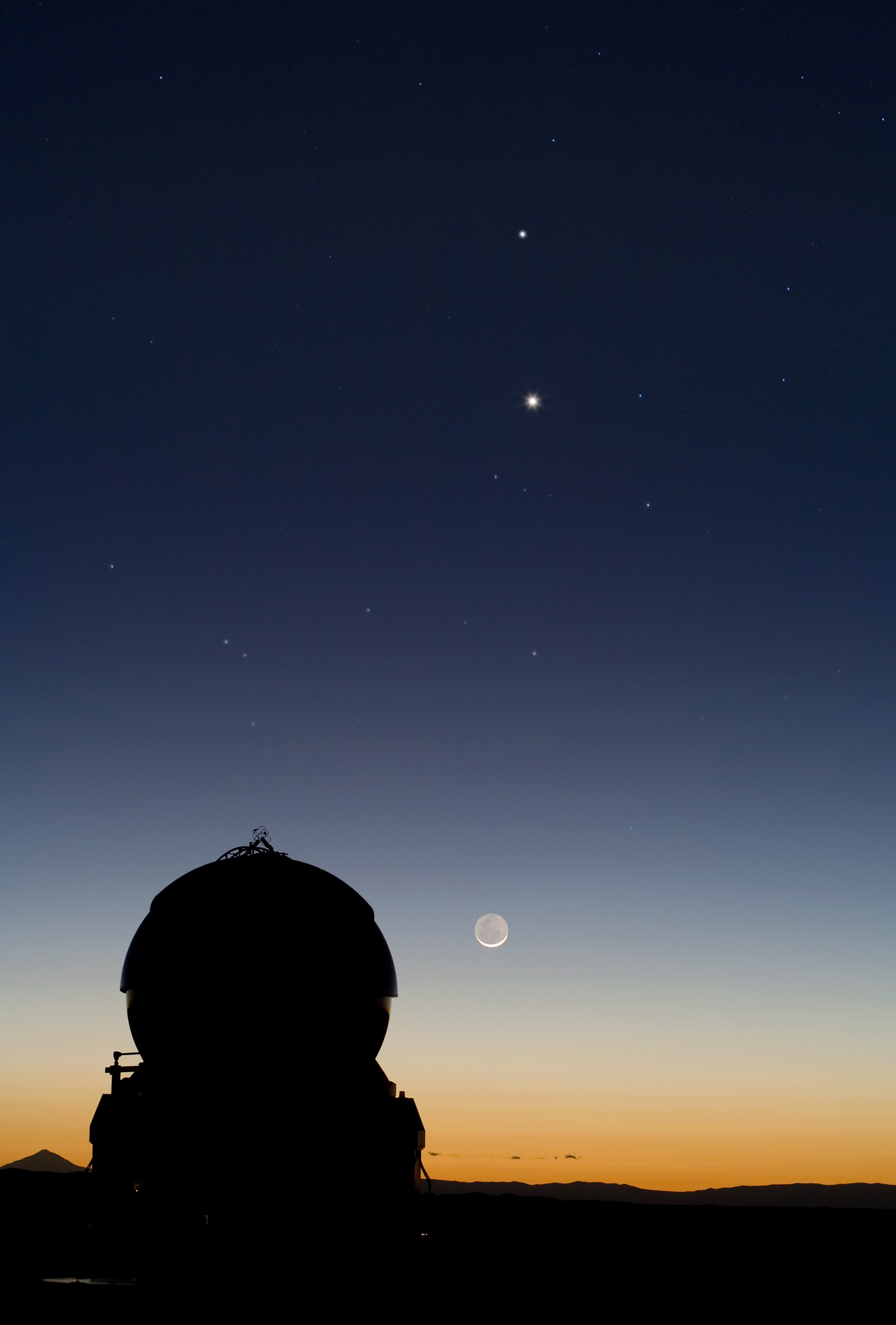
Planeta Vênus em alinhamento com Mercúrio (acima) e a Lua (abaixo)

Lúcifer é o nome  latino para o planeta Vênus, em suas aparições matinais. Corresponde aos termos gregos Φωσφόρος, transl. Phosphoros, 'portador da luz', e Ἑωσφόρος, transl. Eosphoros, 'portador da aurora', que são, por sua vez, traduções da palavra hebraica הֵילֵל , transl. hêlēl:  'brilhante'. É também uma das várias figuras associadas ao planeta  Vênus. O termo 'lúcifer' foi posteriormente incorporado pela teologia cristã como o nome próprio do diabo. 
Mas, antes disso, a palavra lucifer já aparece na Segunda Epístola de Pedro (2 Pedro 1:19) da Vulgata latina (tradução da Bíblia para o latim, feita no século IV), não como referência ao diabo mas a Jesus. A palavra lucifer também é usada na versão latina do Exsultet, o canto latino de proclamação da Páscoa. Eruditos modernos, porém, geralmente traduzem o termo, na passagem 14:12 de Isaías da Bíblia Septuaginta  (versão grega da Bíblia hebraica), como "estrela da manhã" ou "estrela brilhante", e não como "lúcifer", diferentemente do que aparece na Vulgata. Na Concordância de Strong, baseada na Bíblia do Rei Jaime, o termo original hebraico foi traduzido como 'brilhante', 'portador de luz'. Na tradução inglesa, dada no texto do Rei Jaime, 'Lúcifer' é o nome latino do planeta Vênus, tal como estava na Bíblia de Wycliffe. 
Como nome do planeta, em seu aspecto matutino, 'Lúcifer' (portador da luz) é um nome próprio. Na civilização greco-romana, muitas vezes era personificado, considerado um deus e, em algumas versões, um filho de Aurora (a Alvorada). O poeta romano Catulo usou o nome de "Noctifer" ('portador da noite') para o mesmo planeta, em seu aspecto noturno.

## Folclore romano e etimologia

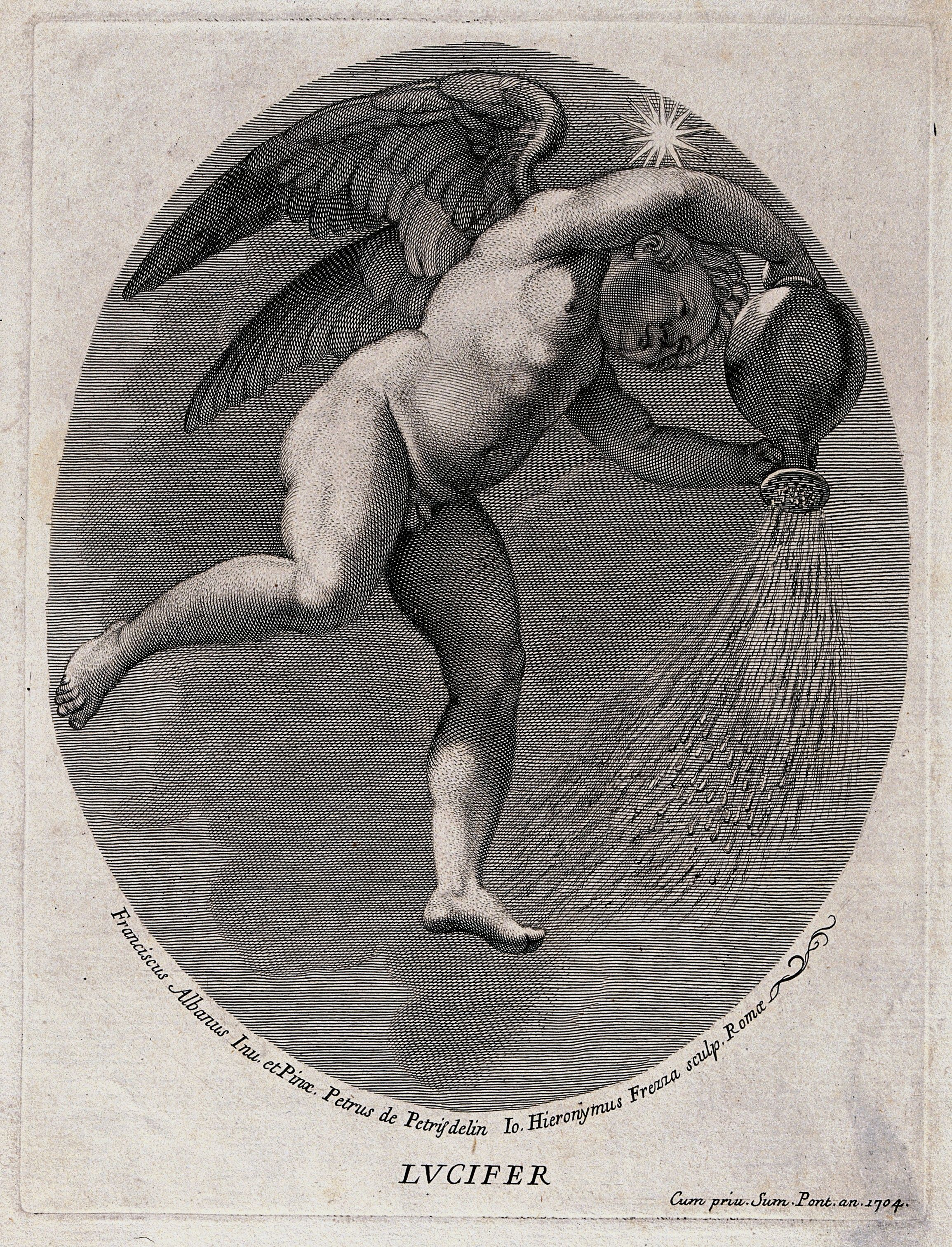
Lúcifer (a estrela da manhã) representado como uma criança alada derramando luz de uma jarra. Gravura de G. H. Frezza, 1704

No folclore romano, Lúcifer ("portador da luz" em latim) era o nome do planeta Vênus, embora muitas vezes fosse personificado como uma figura masculina carregando uma tocha. O nome grego para este planeta era variadamente Fósforo (também significando "portador da luz") ou Heósforo (significando "portador da aurora"). Lúcifer foi dito ser "o filho lendário de Aurora e Céfalo, e o pai de Ceix". Ele era frequentemente apresentado na poesia como anunciando o amanhecer.
A palavra em latim, correspondente ao grego Phosphoros, é Lucifer. Ela é usada em seu sentido astronômico tanto em prosa quanto em poesia. Os poetas às vezes personificam a estrela, colocando-a em um contexto mitológico.
A mãe de Lúcifer, Aurora, é cognata da deusa védica Ushas, da deusa lituana Aušrinė e da grega Eos, as três também são deusas do amanhecer. Todas as quatro são consideradas derivadas do radical proto-indo-europeu *h₂ewsṓs (mais tarde *Ausṓs), "madrugada", um radical que também deu origem ao proto-germânico *Austrō, ao germânico antigo *Ōstara e ao inglês antigo Ēostre/Ēastre. Este acordo leva à reconstrução de uma deusa do amanhecer proto-indo-europeia.
O mitógrafo romano do século II, Higino, disse o seguinte sobre o planeta:
A quarta estrela é a de Vênus, Luciferus pelo nome. Alguns dizem que é de Juno. Em muitos contos, é registrado que também é chamada Hesperus. Parece ser a maior de todas as estrelas. Alguns disseram que representa o filho de Aurora e Cephalus, que superou muitos em beleza, de modo que ele até disputou com Vênus e, como diz Eratóstenes, por esse motivo, é chamado de estrela de Vênus. É visível ao amanhecer e ao pôr do sol, e assim foi chamada de Luciferus e Hesperus.
O poeta latino Ovídio, em seu épico do século I  Metamorphoses, descreve Lúcifer como ordenando os céus:
Aurora, vigilante na aurora avermelhada, escancarou suas portas carmesins e salões cheios de rosas; o Stellae levantou voo, em ordem ordenada por Lúcifer, que deixou sua estação por último.
Ovídio, falando de Fósforo e Héspero (a Estrela vespertina, a aparência vespertina do planeta Vênus) como idênticos, faz dele o pai de Daedalion. Ovídio também faz dele o pai de Ceix, enquanto o gramático latino Sérvio faz dele o pai das Hespérides ou de Hesperis.
No período romano clássico, Lúcifer não era tipicamente considerado uma divindade e tinha poucos, se houver algum, mitos, embora o planeta estivesse associado à várias divindades e muitas vezes personificado poeticamente. Cícero apontou que "Você diz que Sol o Sol e Luna a Lua são divindades, e os gregos identificam o primeiro com Apolo e o último com Diana. Mas se Luna (a Lua) é uma deusa, então Lúcifer (a Estrela da manhã) e o resto das Estrelas errantes (Stellae errantes) terão que ser contados deuses também; e se assim for, então as Estrelas fixas (Stellae inerrantes) também."

## Planeta Vênus, folclore sumério e motivo de queda do céu
O motivo de um ser celestial lutando pelo lugar mais alto do céu apenas para ser lançado ao submundo tem suas origens nos movimentos do planeta Vênus, conhecido como a estrela da manhã.
A deusa suméria Inana (a Ishtar babilônica) está associada ao planeta Vênus e as ações de Inana em vários de seus mitos, incluindo Inana e Shukaletuda e a Descida de Inana ao submundo, parecem ser paralelas ao movimento de Vênus à medida que progride em seu ciclo sinódico.
Um tema semelhante está presente no mito babilônico de Etana. A Enciclopédia judaica comenta:
O brilho da estrela da manhã, que eclipsa todas as outras estrelas mas não é vista durante a noite, pode facilmente ter dado origem a um mito como o que foi dito de Etana e Zu: ele foi levado por seu orgulho a lutar pelo lugar mais alto entre os deuses das estrelas na montanha norte dos deuses [...] mas foi arremessado para baixo pelo governante supremo do Olimpo babilônico.
O motivo da queda do céu também tem um paralelo na mitologia cananéia. Na antiga religião cananéia, a estrela da manhã é personificada como o deus Attar, que tentou ocupar o trono de Baal e, descobrindo que não conseguiria fazê-lo, desceu e governou o submundo. O mito original pode ter sido sobre o deus menor Helel tentando destronar o alto deus cananeu El, que vivia em uma montanha ao norte. A reconstrução do mito feita por Hermann Gunkel falava de um poderoso guerreiro chamado Hêlal, cuja ambição era ascender mais alto do que todas as outras divindades estelares, mas que precisava descer às profundezas; assim, retratou como uma batalha o processo pelo qual a brilhante estrela da manhã não atinge o ponto mais alto no céu antes de ser desvanecida pelo sol nascente. No entanto, o comentário de Eerdman sobre a Bíblia argumenta que nenhuma evidência foi encontrada de qualquer mito ou imagem cananéia de um deus sendo lançado à força do céu, como no Livro de Isaías (veja abaixo). Ele argumenta que os paralelos mais próximos com a descrição de Isaías do rei da Babilônia como uma estrela da manhã caída lançada do céu não são encontrados nos mitos cananeus, mas nas idéias tradicionais do povo judeu, ecoadas no relato bíblico da queda de Adão e Eva, expulsos da presença de Deus por desejarem ser como Deus, e a imagem dos "deuses" e "filhos do Altíssimo" destinados a morrer e cair (no Salmo 82). Esta tradição judaica tem ecos também em pseudepígrafas judaicas como 2 Enoque e a Vida de Adão e Eva. A Vida de Adão e Eva, por sua vez, moldou a ideia de Iblis no Alcorão.
O mito grego de Fáeton, uma personificação do planeta Júpiter, segue um padrão semelhante.

## Cristianismo

### Na Bíblia
No livro de Isaías, capítulo 14, o rei da Babilônia é condenado em uma visão profética pelo profeta Isaías e é chamado הֵילֵל בֶּן-שָׁחַר (Helel ben Shachar, hebraico para "o brilhante, filho da manhã"), que é endereçado como הילל בן שחר (Hêlêl ben Šāḥar). O título "Hêlêl ben Šāḥar" refere-se ao planeta Vênus como a estrela da manhã, e é assim que a palavra hebraica é geralmente interpretada. A palavra hebraica transliterada como Hêlêl ou Heylel, ocorre apenas uma vez na Bíblia hebraica. A Septuaginta traduz הֵילֵל em grego como Ἑωσφόρος (heōsphoros), "portador do amanhecer", o nome grego antigo para a estrela da manhã. Da mesma forma, a Vulgata traduz הֵילֵל em latim como Lucifer, o nome nessa língua para a estrela da manhã. De acordo com a concordância de Strong baseada na Bíblia King James, a palavra hebraica original significa "um brilhante, portador da luz", e a tradução em inglês dada no texto da King James é o nome em latim para o planeta Vênus, "Lucifer", como já estava na Bíblia Wycliffe.
No entanto, a tradução de הֵילֵלcomo "Lúcifer" foi abandonada nas traduções modernas, em inglês de Isaías 14:12. As traduções atuais traduzem הֵילֵל como "estrela da manhã" (nova versão internacional, nova Bíblia padrão americana, tradução boas novas, Bíblia padrão cristã Holman, versão em inglês contemporâneo, Bíblia em inglês comum, Bíblia judaica completa), "estrela do dia" (bíblia nova Jerusalém, a mensagem) (nova versão padrão revisada, versão padrão em inglês), "brilhante" (versão vida nova, tradução mundo novo, Tanakh nova da sociedade de publicação judaica da América), ou "estrela brilhante" (tradução viva nova).
Em uma tradução moderna do original hebraico, a passagem em que ocorre a expressão "Lúcifer" ou "estrela da manhã" começa com a afirmação: você, você fará esta provocação contra o rei da Babilônia: Como o opressor chegou ao fim! Como sua fúria terminou!" Depois de descrever a morte do rei, a provocação continua:
Como caíste do céu, estrela da manhã, filho da aurora! Você foi lançado para a terra, você que uma vez derrubou as nações! Você disse em seu coração: "Subirei aos céus; elevarei meu trono acima das estrelas de Deus; me assentarei no monte da congregação, nas alturas mais altas do monte Zaphon. Subirei acima dos cumes das nuvens; me tornarei semelhante ao Altíssimo". Mas você é levado ao reino dos mortos, às profundezas do poço. Aqueles que te veem te encaram, eles ponderam seu destino: "É este o homem que sacudiu a terra e fez os reinos estremecerem, o homem que fez do mundo um deserto, que derrubou suas cidades e não deixou seus cativos voltarem para casa?"
Para o "rei da Babilônia" sem nome, uma ampla gama de identificações foi proposta. Eles incluem um governante babilônico do próprio tempo do profeta Isaías, o posterior Nabucodonosor II, sob quem começou o cativeiro babilônico dos judeus, ou Nabonido, e os reis assírios Tiglate-Pileser, Sargão II e Senaqueribe. O versículo 20 diz que este rei da Babilônia não será "sepultado com eles [todos os reis das nações] na sepultura, porque destruíste a tua terra, mataste o teu povo; a descendência dos malfeitores não será nomeada para sempre", mas sim ser expulso da sepultura, enquanto "todos os reis das nações, todos eles, dormem em glória, cada um em sua própria casa". Herbert Wolf sustentou que o "rei da Babilônia" não era um governante específico, mas uma representação genérica de toda a linhagem de governantes.
Isaías 14:12 tornou-se uma fonte para a concepção popular do motivo do anjo caído. O judaísmo rabínico rejeitou qualquer crença em anjos rebeldes ou caídos. No século 11, o Pirkei de-Rabbi Eliezer ilustrou a origem do "mito do anjo caído" dando dois relatos, um se relaciona com o anjo no Jardim do Éden que seduz Eva, e o outro se relaciona com os anjos, os benei elohim que coabitam com as filhas do homem (Gênesis 6:1-4). Uma associação de Isaías 14:12-18 com uma personificação do mal, chamada de Diabo, desenvolveu-se fora do judaísmo rabínico dominante em pseudoepígrafos e escritos cristãos, particularmente com os apocalipses.

### Como o diabo

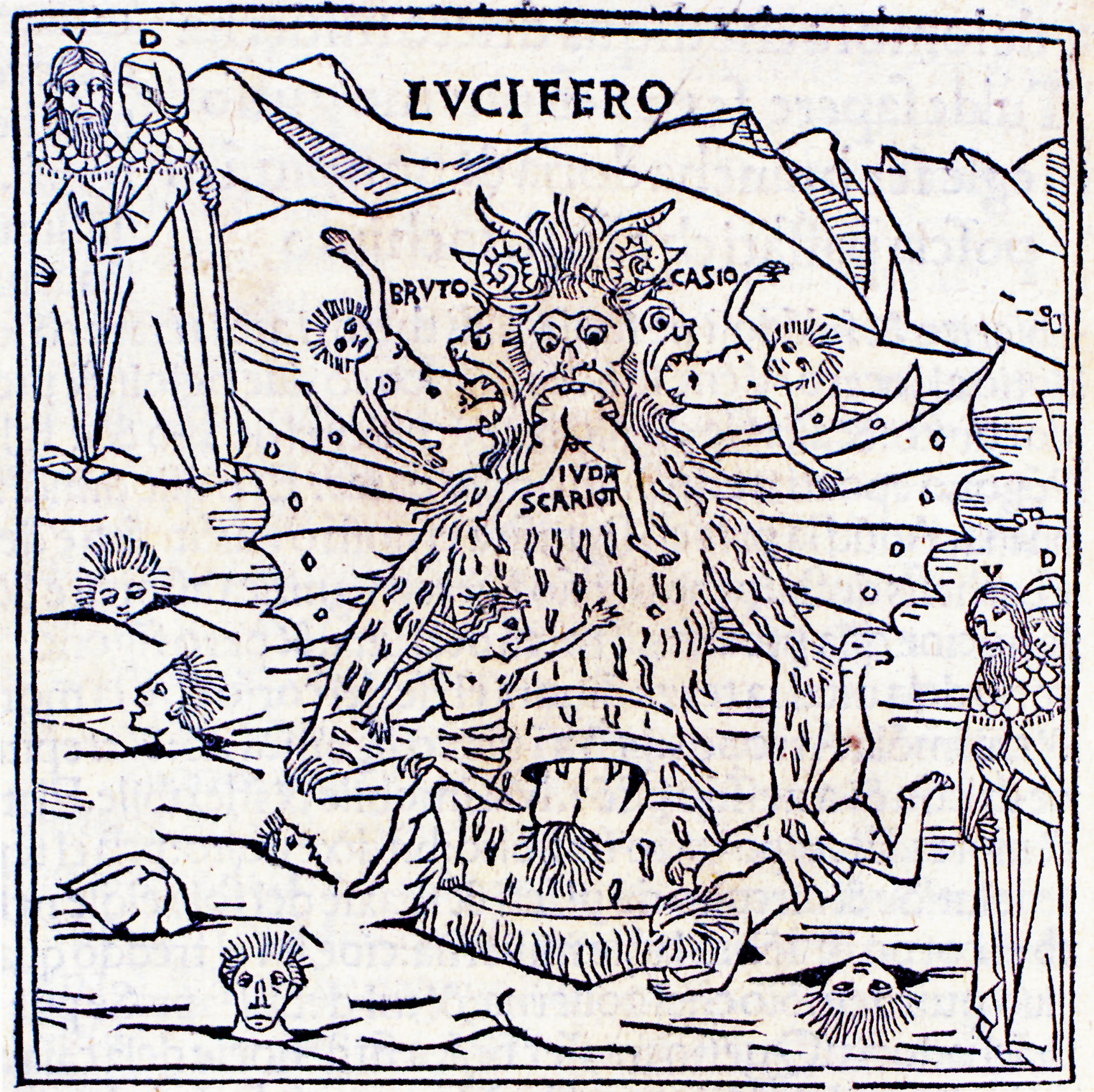
Ilustração de Lúcifer na primeira edição impressa totalmente ilustrada da Divina comédia de Dante Alighieri. Xilogravura para Inferno, canto 33. Pietro di Piasi, Veneza, 1491.

A metáfora da estrela da manhã que Isaías 14:12 aplicou a um rei da Babilônia deu origem ao uso geral da palavra em latim para "estrela da manhã", maiúscula, como o nome original do Diabo antes de sua queda da graça, ligando Isaías 14:12 com Lucas 10 ("Eu vi Satanás cair do céu como um relâmpago") e interpretando a passagem de Isaías como uma alegoria da queda de Satanás do céu.
Considerando o orgulho como um grande pecado, culminando na auto-deificação, Lúcifer (Hêlêl) tornou-se o modelo para o Diabo. Como resultado, Lúcifer foi identificado com o Diabo no cristianismo e na literatura popular cristã, como em Inferno de Dante Alighieri, Lúcifer de Joost van den Vondel e Paraíso perdido de John Milton. O cristianismo medieval primitivo distinguia bastante entre Lúcifer e Satanás. Enquanto Lúcifer, como o Diabo, está fixado no inferno, Satanás executa os desejos de Lúcifer como seu vassalo. Os teólogos, no entanto, não fizeram distinção entre Lúcifer e Satanás, considerando Lúcifer como o nome primordial de Satanás.

#### Interpretações

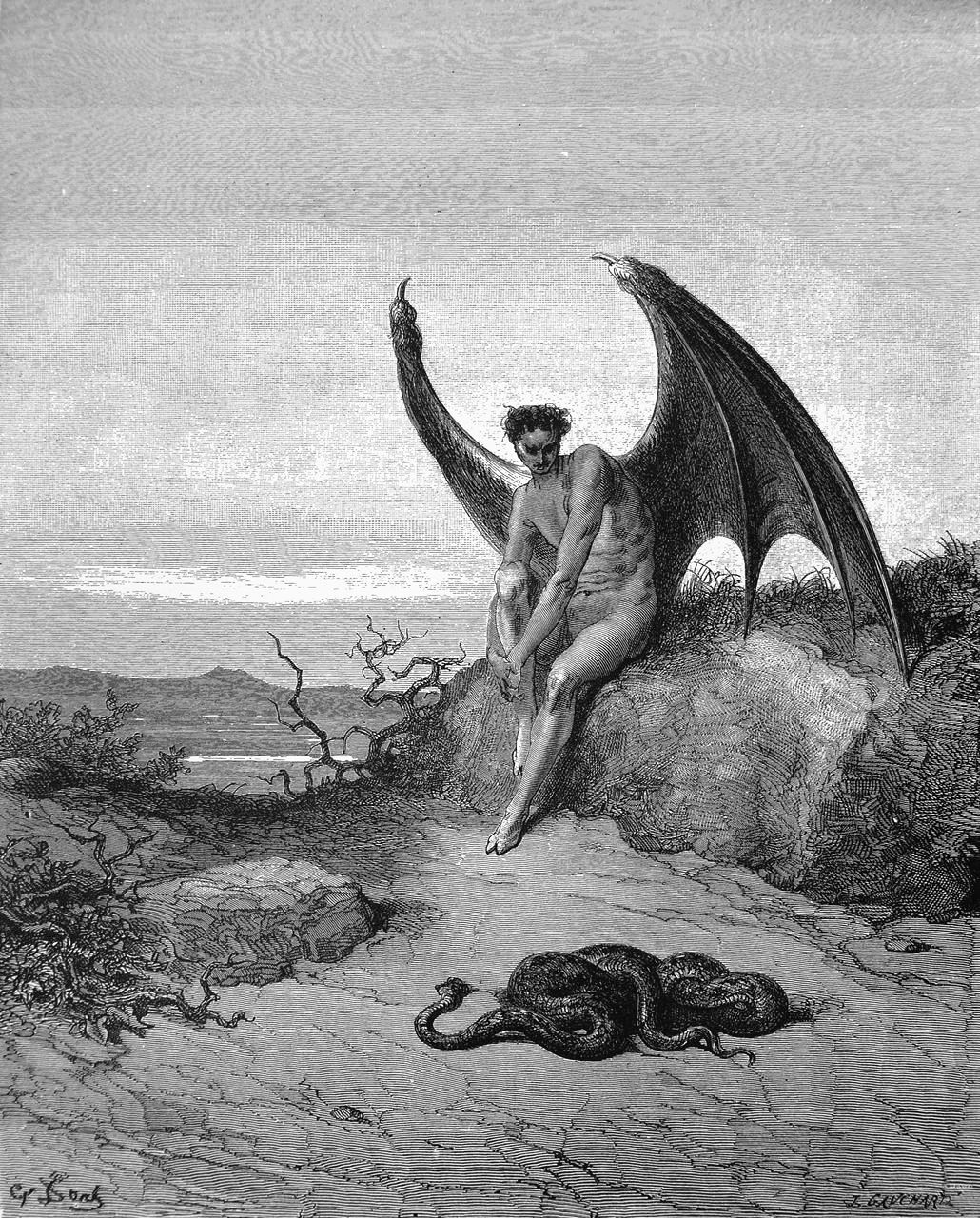
Gustave Doré, ilustração de Paraíso perdido, livro IX, 179–187: "ele [Satanás] segurou / Sua busca da meia-noite, onde mais cedo poderia encontrar / A Serpente: ele dormindo rápido logo encontrou".

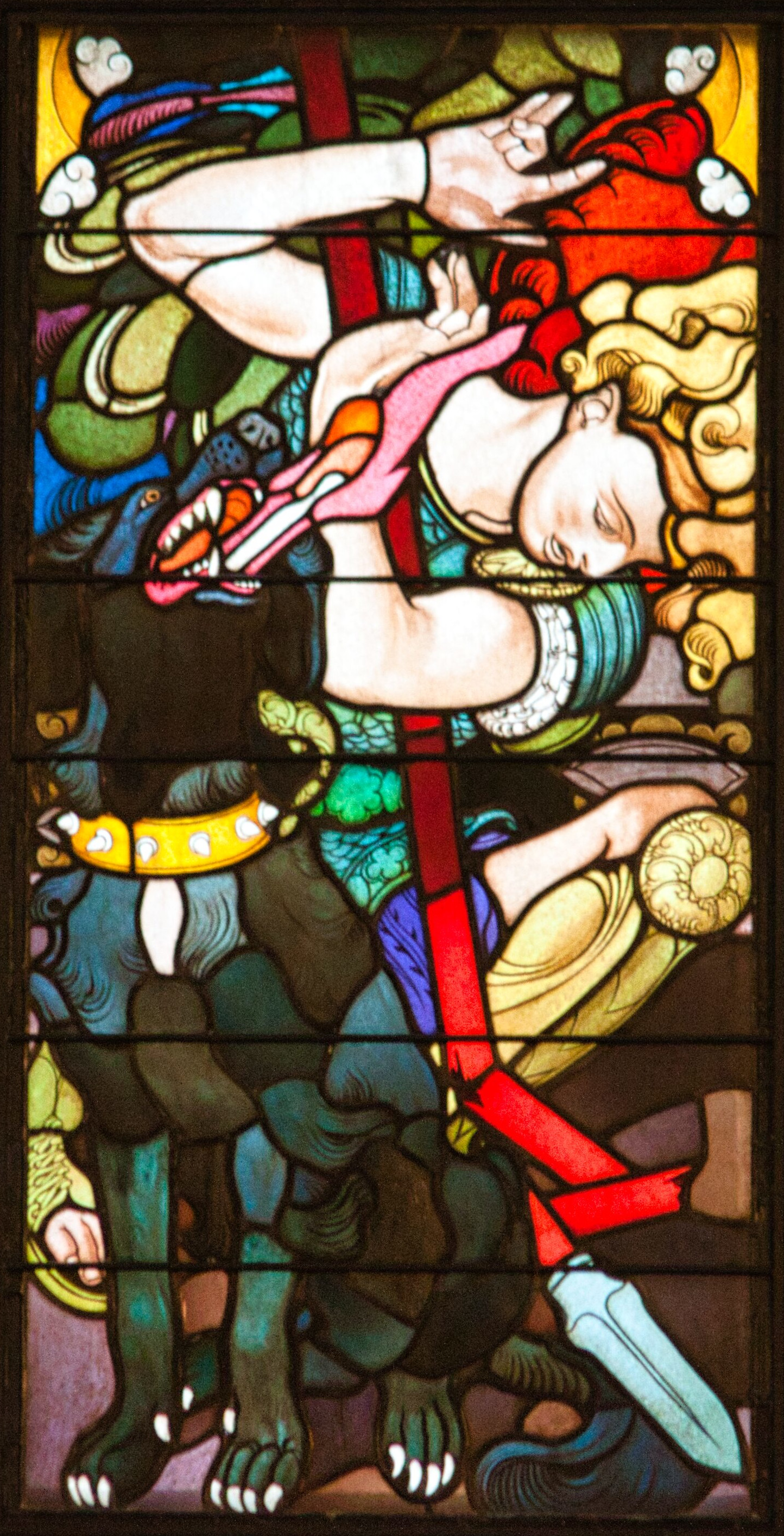
J. Mehoffer, Lúcifer caído e o cão do inferno.

Áquila de Sinope deriva a palavra hêlêl, o nome hebraico para a estrela da manhã, do verbo yalal (lamentar). Esta derivação foi adotada como nome próprio para um anjo que lamenta a perda de sua antiga beleza. Os padres da igreja cristã, por exemplo, Hieronymus, em sua Vulgata, traduziram isso como Lúcifer. A equação de Lúcifer com o anjo caído provavelmente ocorreu no judaísmo palestino do século I. Os padres da igreja trouxeram o portador da luz caído, Lúcifer, em conexão com o Diabo, com base em um dito de Jesus no Evangelho de Lucas (10.18 UE): "Eu vi Satanás cair do céu como um relâmpago."
Alguns escritores cristãos aplicaram o nome "Lúcifer" como usado no livro de Isaías, e o motivo de um ser celestial lançado à terra, ao Diabo. Sigve K. Tonstad argumenta que o tema da guerra no céu, de Apocalipse 12, do Novo testamento, no qual o dragão "que se chama Diabo e Satanás [...] foi lançado na terra", foi derivado da passagem sobre o rei da Babilônia em Isaías 14. Orígenes (184/185–253/254) interpretou tais passagens do Antigo testamento como sendo sobre manifestações do Diabo. Orígenes não foi o primeiro a interpretar a passagem de Isaías 14 como referindo-se ao Diabo: ele foi precedido pelo menos por Tertuliano (c. 160), que em seu Adversus Marcionem (livro 5, capítulos 11 e 17) apresenta duas vezes como falado pelo Diabo as palavras de Isaías 14:14: "Subirei acima do topo das nuvens; farei a mim mesmo como o Altíssimo". Embora Tertuliano fosse um falante da língua em que a palavra "lúcifer" foi criada, "Lúcifer" não está entre os numerosos nomes e frases que ele usou para descrever o Diabo. Mesmo na época do escritor latino Agostinho de Hipona (354-430), um contemporâneo da composição da Vulgata, "Lúcifer" ainda não havia se tornado um nome comum para o diabo.
A obra A cidade de Deus (Civitas Dei) de Agostinho de Hipona (século V) tornou-se a principal opinião da demonologia ocidental, inclusive na Igreja Católica. Para Agostinho, a rebelião do Diabo foi a primeira e última causa do mal. Com isso ele rejeitou alguns ensinamentos anteriores sobre Satanás ter caído quando o mundo já havia sido criado. Além disso, Agostinho rejeita a ideia de que a inveja poderia ter sido o primeiro pecado (como alguns cristãos primitivos acreditavam, evidente em fontes como Caverna dos tesouros, na qual Satanás caiu porque inveja os humanos e se recusou a se prostrar diante de Adão), pois o orgulho ("amar a si mesmo mais do que aos outros e a Deus") é necessário para ser invejoso ("ódio pela felicidade dos outros"). Ele argumenta que o mal veio primeiro à existência pelo livre arbítrio de Lúcifer. A tentativa de Lúcifer de tomar o trono de Deus não é um assalto aos portões do céu, mas uma virada para o solipsismo em que o Diabo se torna Deus em seu mundo. Quando o Rei de Babel pronunciou sua frase em Isaías, ele estava falando através do espírito de Lúcifer, o cabeça dos demônios. Ele concluiu que todo aquele que se afasta de Deus está dentro do corpo de Lúcifer, e é um demônio.
Os adeptos do movimento King James only e outros que sustentam que Isaías 14:12 realmente se refere ao Diabo criticaram as traduções modernas. Uma visão oposta atribui a Orígenes a primeira identificação do "Lúcifer" de Isaías 14:12 com o diabo e a Tertuliano e Agostinho de Hipona a divulgação da história de Lúcifer caído por orgulho, inveja de Deus e ciúme dos humanos.
O teólogo protestante João Calvino rejeitou a identificação de Lúcifer com Satanás ou o Diabo. Ele disse: “A exposição desta passagem, que alguns deram, como se se referisse a Satanás, surgiu da ignorância: pois o contexto mostra claramente que essas declarações devem ser entendidas em referência ao rei dos babilônios”. Martinho Lutero também considerou um erro grosseiro referir este versículo ao Diabo.
Escritores da contra-reforma, como Albertano de Bréscia, classificaram os sete pecados capitais cada um para um demônio bíblico específico. Ele, assim como Peter Binsfeld, atribuiu Lúcifer ao pecado orgulho.

#### Gnosticismo
Como o pecado de Lúcifer consiste principalmente em auto-deificação, algumas seitas gnósticas identificaram Lúcifer com a divindade criadora no antigo testamento. No texto, Bogomil e Cátaro, Evangelho da ceia secreta, Lúcifer é um anjo glorificado, mas caiu do céu para estabelecer seu próprio reino e se tornou o Demiurgo, que criou o mundo material e prendeu almas do céu dentro da matéria. Jesus desceu à terra para libertar as almas capturadas. Em contraste com o cristianismo convencional, a cruz foi denunciada como um símbolo de Lúcifer e seu instrumento na tentativa de matar Jesus.

#### Movimento Santos dos últimos dias
Lúcifer é considerado dentro do movimento Santos dos últimos dias como o nome pré-mortal do diabo. A teologia mórmon ensina que em um conselho celestial, Lúcifer se rebelou contra o plano de Deus Pai e foi posteriormente expulso. Em Doutrina e convênios lê-se:
E isto vimos também, e testificamos, que um anjo de Deus que tinha autoridade na presença de Deus, que se rebelou contra o Filho Unigênito a quem o Pai amava e que estava no seio do Pai, foi expulso de a presença de Deus e do Filho, e foi chamado Perdição, pois os céus choraram sobre ele - ele era Lúcifer, um filho da manhã. E nós vimos, e eis que ele caiu! está caído, mesmo um filho da manhã! E enquanto ainda estávamos no Espírito, o Senhor nos ordenou que escrevêssemos a visão; pois vimos Satanás, aquela antiga serpente, sim, o diabo, que se rebelou contra Deus e procurou tomar o reino de nosso Deus e seu Cristo — Portanto, ele faz guerra aos santos de Deus e os cerca.— Doutrina e convênios 76:25–29
Depois de se tornar Satanás por sua queda, Lúcifer "sobe e desce, de um lado para outro na terra, procurando destruir as almas dos homens". Os membros da Igreja de Jesus Cristo dos santos dos últimos dias consideram que Isaías 14:12 se refere tanto ao rei dos babilônios quanto ao diabo.

## Outras ocorrências

### Antroposofia
Os escritos de Rudolf Steiner, que formaram a base da antroposofia, caracterizavam Lúcifer como um oposto espiritual de Ahriman, com Cristo entre as duas forças, mediando um caminho equilibrado para a humanidade. Lúcifer representa uma força intelectual, imaginativa, delirante e de outro mundo que pode estar associada a visões, subjetividade, psicose e fantasia. Ele associou Lúcifer com as culturas religiosas/filosóficas do Egito, Roma e Grécia. Steiner acreditava que Lúcifer, como um Ser supra-sensível, havia encarnado na China cerca de 3.000 anos antes do nascimento de Cristo.

### Luciferianismo
O Luciferianismo é uma estrutura de crença que venera os traços fundamentais que são atribuídos a Lúcifer. O costume, inspirado nos ensinamentos do gnosticismo, costuma reverenciar Lúcifer não como o diabo, mas como salvador, guardião ou espírito instrutor ou mesmo o verdadeiro deus em oposição a Jeová.
Na Bíblia satânica de Anton LaVey, Lúcifer é um dos quatro príncipes herdeiros do inferno, particularmente o do Oriente, o "senhor do ar", e é chamado de portador da luz, estrela da manhã, intelectualismo e iluminação.

### Maçonaria
Léo Taxil (1854–1907) afirmou que a maçonaria está associada com a adoração à Lúcifer. No que é conhecido como a farsa de Taxil, ele alegou que o líder maçom Albert Pike havia abordado "Os 23 conselhos confederados supremos do mundo" (uma invenção de Taxil), instruindo-os de que Lúcifer era Deus e estava em oposição ao deus do mal Adonai. Taxil promoveu um livro de Diana Vaughan (na verdade escrito por ele mesmo, como mais tarde confessou publicamente) que pretendia revelar um corpo governante altamente secreto chamado Palladium, que controlava a organização e tinha uma agenda satânica. Conforme descrito pela Maçonaria divulgada em 1897:
Com um cinismo assustador, o miserável que não nomeamos aqui [Taxil] declarou diante de uma assembléia especialmente convocada para ele que durante doze anos ele havia preparado e levado a cabo até o fim a mais sacrílega das fraudes. Sempre tivemos o cuidado de publicar artigos especiais sobre Palladismo e Diana Vaughan. Apresentamos neste número uma lista completa desses artigos, que agora podem ser considerados como inexistentes.
Os defensores da maçonaria afirmam que, quando Albert Pike e outros estudiosos maçônicos falaram sobre o "caminho Luciferiano", ou as "energias de Lúcifer", eles estavam se referindo à Estrela da Manhã, a portadora da luz, a busca pela luz; a própria antítese do escuro. Pike diz em Moral e dogma, "Lúcifer, o Filho da Manhã! É ele que carrega a Luz, e com seus esplendores intoleráveis cega Almas fracas, sensuais ou egoístas? Não duvide!" Muito tem sido feito desta citação.
O trabalho de Taxil e o discurso de Pike continuam a ser citados por grupos anti-maçônicos.
Em Adoração ao diabo na França, Arthur Edward Waite comparou o trabalho de Taxil ao jornalismo dos tablóides de hoje, repleto de inconsistências lógicas e factuais.

### Feitiçaria neopagã
Em uma coleção de folclore e práticas mágicas supostamente coletadas na Itália por Charles Godfrey Leland e publicadas em seu Aradia, ou o evangelho das bruxas, a figura de Lúcifer é apresentada com destaque como irmão e consorte da deusa Diana, e pai de Aradia, no centro de um suposto culto às bruxas italiano. Na mitologia de Leland, Diana perseguiu seu irmão Lúcifer pelo céu como um gato persegue um rato. De acordo com Leland, depois de se dividir em luz e escuridão:
[...] Diana viu que a luz era tão bonita, a luz que era sua outra metade, seu irmão Lúcifer, ela a ansiava com grande desejo. Desejando receber a luz novamente em sua escuridão, engoli-la em êxtase, em deleite, ela estremeceu de desejo. Esse desejo era o Amanhecer. Mas Lúcifer, a luz, fugiu dela e não cedeu aos seus desejos; ele era a luz que voa para as partes mais distantes do céu, o rato que voa antes do gato.
Aqui, os movimentos de Diana e Lúcifer mais uma vez refletem os movimentos celestes da Lua e de Vênus, respectivamente. Embora o Lúcifer de Leland seja baseado na personificação clássica do planeta Vênus, ele também incorpora elementos da tradição cristã, como na seguinte passagem:
Diana amava muito seu irmão Lúcifer, o deus do Sol e da Lua, o deus da Luz (Esplendor), que estava tão orgulhoso de sua beleza, e que por seu orgulho foi expulso do Paraíso.
Nas várias tradições wiccanas modernas baseadas em parte no trabalho de Leland, a figura de Lúcifer é geralmente omitida ou substituída como consorte de Diana com o deus etrusco Tagni ou Dianus (Janus, seguindo o trabalho do folclorista James Frazer em O ramo de ouro).

## Galeria

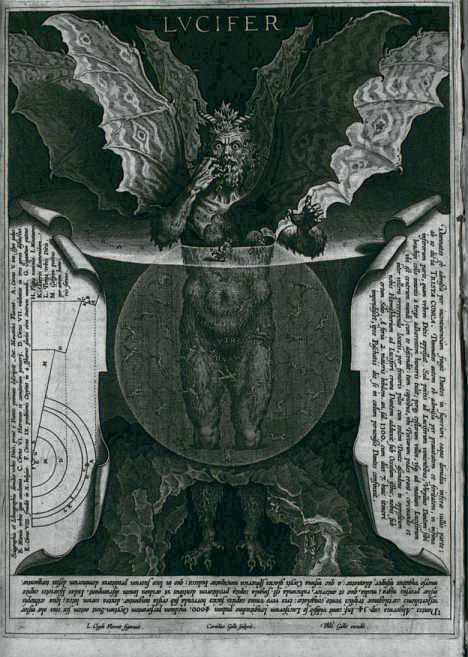
Lúcifer, de Alessandro Vellutello (1534), para o Inferno de Dante, canto 34
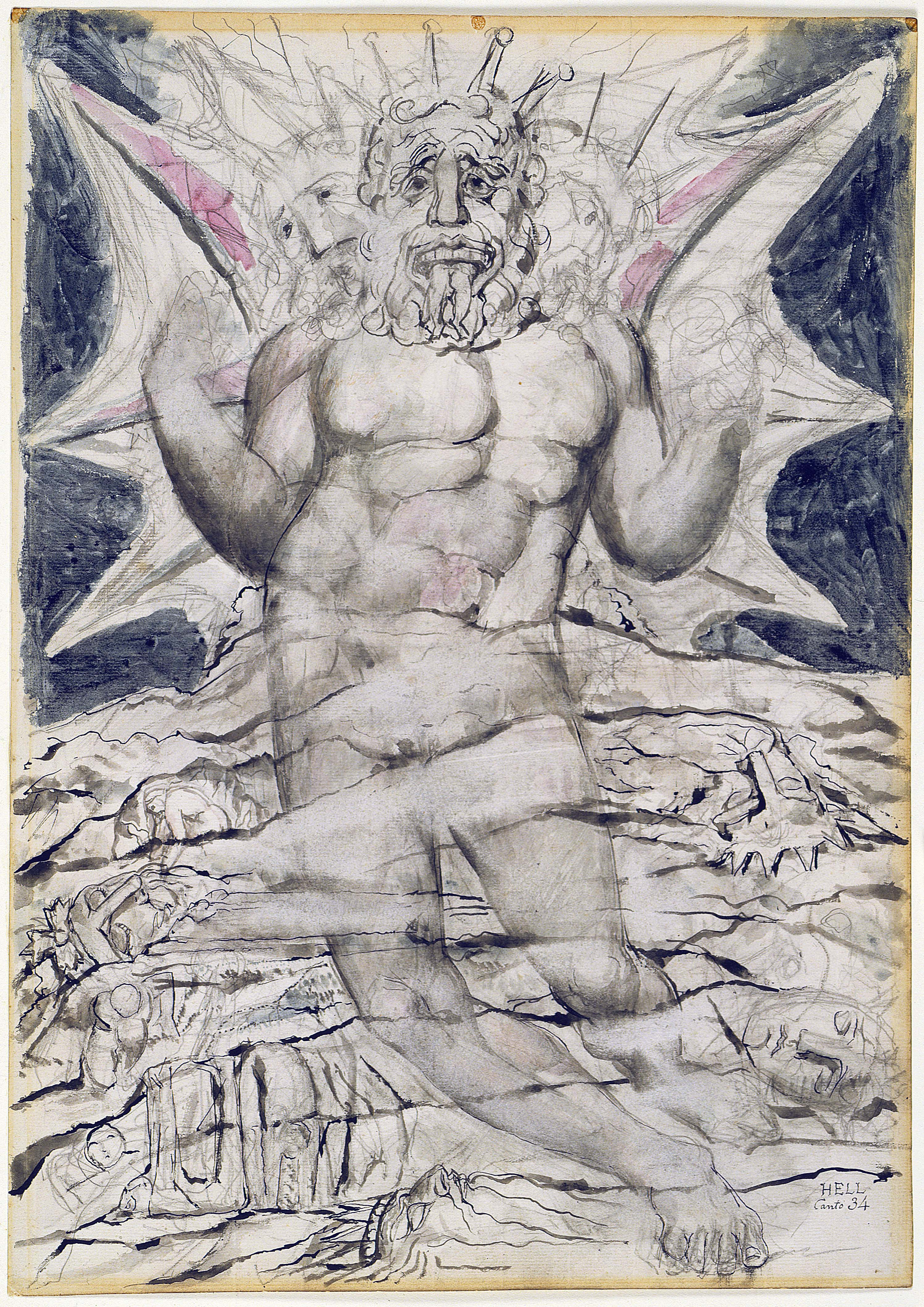
Lúcifer, por William Blake, para o Inferno de Dante, canto 34
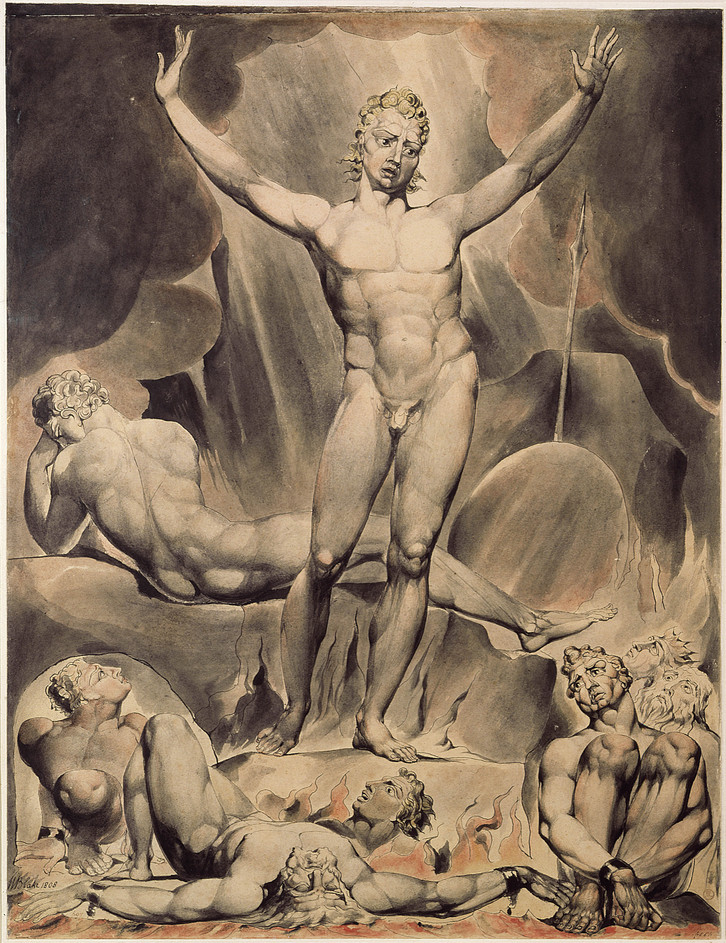
Satanás/Lúcifer despertando anjos rebeldes em Paraíso perdido de Milton, por William Blake
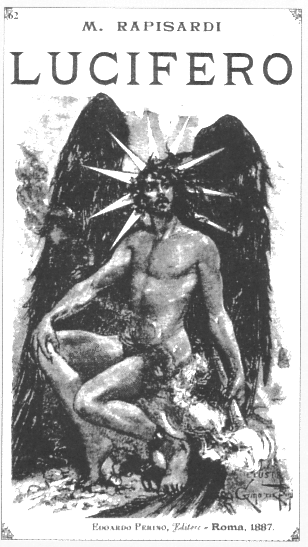
Capa da edição de 1887 do poema Lucifero de Mario Rapisardi
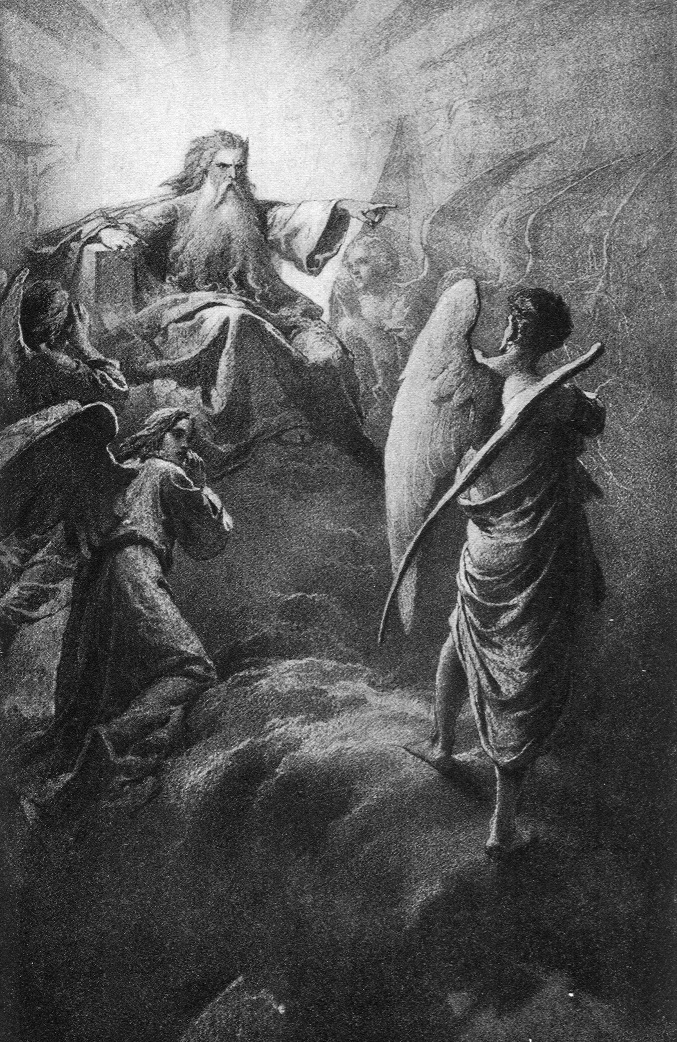
Lúcifer diante do Senhor, de Mihály Zichy (século XIX)
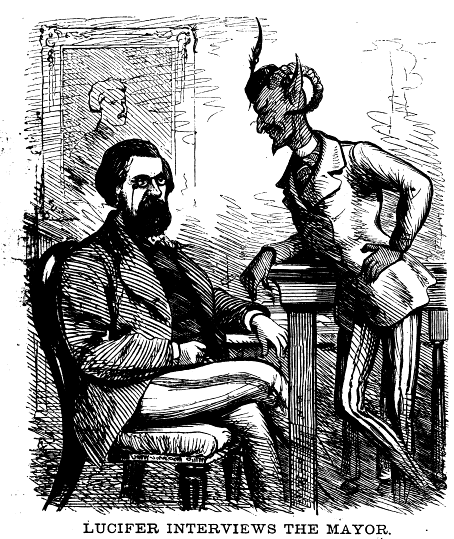
Prefeito Hall e Lúcifer, por um artista desconhecido (1870)
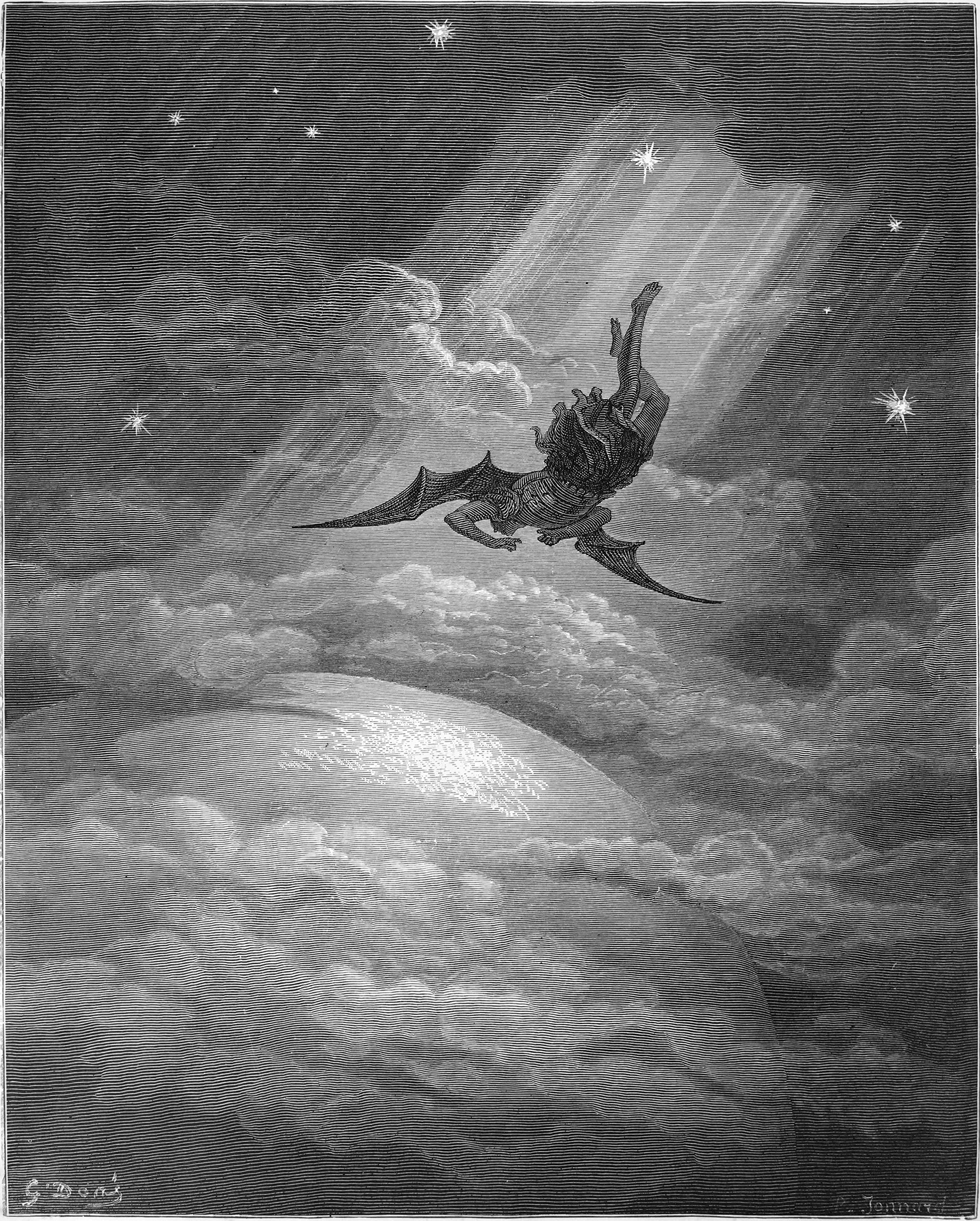
Ilustração de Gustave Doré para Paraíso perdido de Milton, III, 739–742: Satanás a caminho de provocar a queda do homem
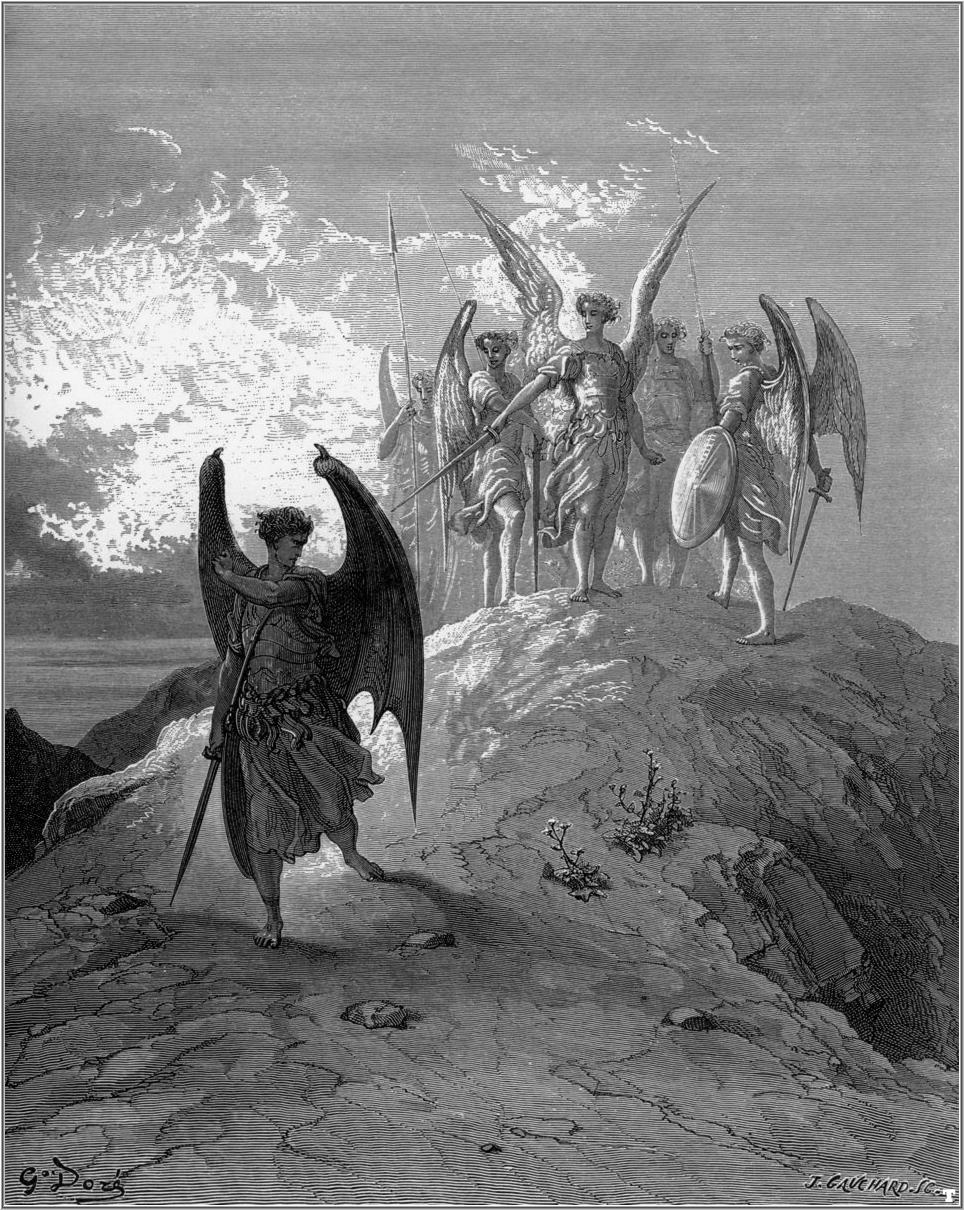
Ilustração de Gustave Doré para "Paraíso perdido" de Milton, V, 1006–1015: Satanás cedendo diante de Gabriel